# Vinny Appice
Vincent Samson Appice (Brooklyn, Nova Iorque, 13 de setembro de 1957) é um baterista estadunidense do cenário do rock n' roll mundial, principalmente o heavy metal. Ele ficou famoso por tocar em importantes bandas, principalmente no Black Sabbath, na qual entrou em 1980, com Ronnie James Dio após a saída de Bill Ward para a tour do álbum Heaven and Hell. Tocou também na banda Dio, junto com o vocalista Ronnie James Dio, gravando inicialmente o álbum Holy Diver em 1983.
Vinny é conhecido por seus grooves extremamente pesados, seus rudimentos e rulos perfeitamente encaixados nos compassos e seus kits imensos. Ficou em 42° lugar na lista dos "50 melhores bateristas de hard rock e metal de todos os tempos" do site Loudwire.

## Biografia
Vinny começou a tocar bateria com 9 anos de idade, com o mesmo professor de seu irmão que também é um famoso baterista, Carmine Appice (King Kobra, Jeff Beck, etc) na cidade do Brooklyn, em New York.
Com 16 anos, Vinny conheceu John Lennon na Record Plant Studios, em NY. Ele gravou alguns projetos com o ex-Beatle e chegou a aparecer em 3 videos de Lennon, e esses clipes vieram a aparecer em "The John Lennon Video Collection", que foi lançado em 1994, mesmo após anos de sua morte.
Em 1976, começou a tocar com Rick Derringer em sua banda que levava o nome dele, chamada Derringer, na qual gravaram 3 álbuns juntos. Em 1977, formou a banda chamada Axis, que só gravou 1 álbum, chamado "It's a Circus World". Em 1980, como ja mencionado no início do texto, se juntou ao lendário Black Sabbath, gravando "The Mob Rules" e "Live Evil"; saiu da banda em 1983 juntamente com Dio.
Já com Dio, gravaram em 1983 mesmo o clássico álbum "Holy Diver". Juntos, gravaram outros álbuns como The Last In Line, Sacred Heart, Intermission e Dream Evil. Saiu da banda em 1990 e foi para World War III, banda qual gravou apenas um álbum, mas com som extremamente pesado.
Em 1992, acontece o inesperado: Black Sabbath retorna a formação de 1980 para a gravação de mais um disco, chamando "Dehumanizer", disco qual é considerado o mais pesado de toda a história da banda, com destaque para as faixas "Computer God", "After All", "I", "Letters From Earth", "Master Of Insanity" e o single "TV Crimes".
Em 1993, Vinny e Dio se juntam mais uma vez para a gravação de "Strange Highways" e também para uma turnê. Em 1996, gravam juntos "Angry Machines" e fazem turnê durante 96 e o verão de 97. Após isso, ja era hora de ser lançado um CD ao vivo da banda Dio; com isso, gravaram na turnê de Angry Machines os shows na Alemanha e Chicago em 1997, lançando o álbum Inferno: Last in Live em 1998.
Em junho de 1998, Black Sabbath ofereceu a Vinny o posto na bateria para a turnê na Europa, depois de 20 anos sem tocarem juntos (Tony Iommi, Geezer Butler e Ozzy Osbourne, a chamada "formação clássica"); essa foi a primeira vez que Vinny se juntou ao mesmo palco com Ozzy. Em 1999, foi convocado a participar da turnê do Sabbath para o caso de Bill Ward não conseguir tocar por problemas de saúde que vinha tendo na época.
Em 2000, ele participou da trilha sonora do filme "Endiabrado" (Bedazzled), estrelando Brendan Frases e Elizabeth Hurley. Em 2001/2002 tocou com alguns amigos, incluindo Lana Lane, Erik Norlander e Mark Boals.
Deixou a banda Kill Devil Hill em Março de 2014, entrando em seu lugar o baterista Johnny Kelly.
Atualmente, Vinny está tocando na banda Big Noize.

## Músicos e bandas com que trabalhou
- Derringer
- Axis
- Black Sabbath
- Ray Gomez
- Bruzer
- Dio
- World War III
- Lana Lane
- Mark Boals
- Erik Norlander

## Discografia

### Com o Axis
- It's A Circus World (1978)

### Com o Black Sabbath
- Mob Rules (1981)
- Live Evil (1982)
- Dehumanizer (1992)
- Black Sabbath: The Dio Years (2007)
- Live at Hammersmith Odeon (2007)

### Com o Heaven & Hell
- Live from Radio City Music Hall (2007)
- The Devil You Know (2009)
- Neon Nights: 30 Years of Heaven & Hell (2010)

### Com o Dio
- Holy Diver (1983)
- The Last in Line (1984)
- Sacred Heart (1985)
- Intermission (1985)
- Dream Evil (1987)
- Strange Highways (1994)
- Angry Machines (1996)
- Inferno: Last in Live (1998)

### Com o Rick Derringer
- Derringer (1976)
- Sweet Evil (1977)
- Derringer Live (1977)

### Com o World War III
- World War III (1990)

### Com o War & Peace
- The Flesh & Blood Sessions (1999 / 2013)

### Com o Raven Storm
- The Storm Project (2001)

### Com o Mark Boals
- Edge of the World (2002)

### Com o Power Project
- Dinosaurs - Powerzone Record (2006)

### Com o 3 Legged Dogg
- Frozen Summer (2006)

### Com o Kill Devil Hill
- Kill Devil Hill (2012)
- Revolution Rise (2013)

### Com o Suncrown
- Children of the Sea (Black Sabbath cover, com Vinny Appice)  (2012)

### Com o Appice
- Sinister (2017)